# Еркулес (футбольний клуб)
«Еркулес» (ісп. Hércules) — професійний іспанський футбольний клуб з міста Аліканте. Виступає у Сегунді Б. Домашні матчі проводить на стадіоні «Хосе Ріко Перес», який вміщує 30 000 глядачів.

## Історія
Після першої появи в Ла Лізі в сезоні 1935-36 «Еркулес» протягом наступних сорока років буде балансувати між першим та третім дивізіонами, граючи в основному в Сегунді.
Після десяти сезонів за 12 років у вищому дивізіоні з 1974 по 1986 роки, в Прімері клуб з'явився знову аж у сезоні 1996-97, який запам'ятався завдяки двом чудовим вирваним «Еркулесом» у «Барселони» перемогам, що зрештою допомогло заволодіти чемпіонським титулом «Реалу».
У сезоні 2004-05, після п'яти років поспіль проведених у третьому дивізіоні «Еркулес» посів друге місце, підвищившись до Сегунди. Після трьох хороших сезонів у другому дивізіоні клуб ледь не повернувся у Ла Лігу в 2009 році, відставши на три очки від зайнявшого останнє четверте прохідне місце «Тенерифе».

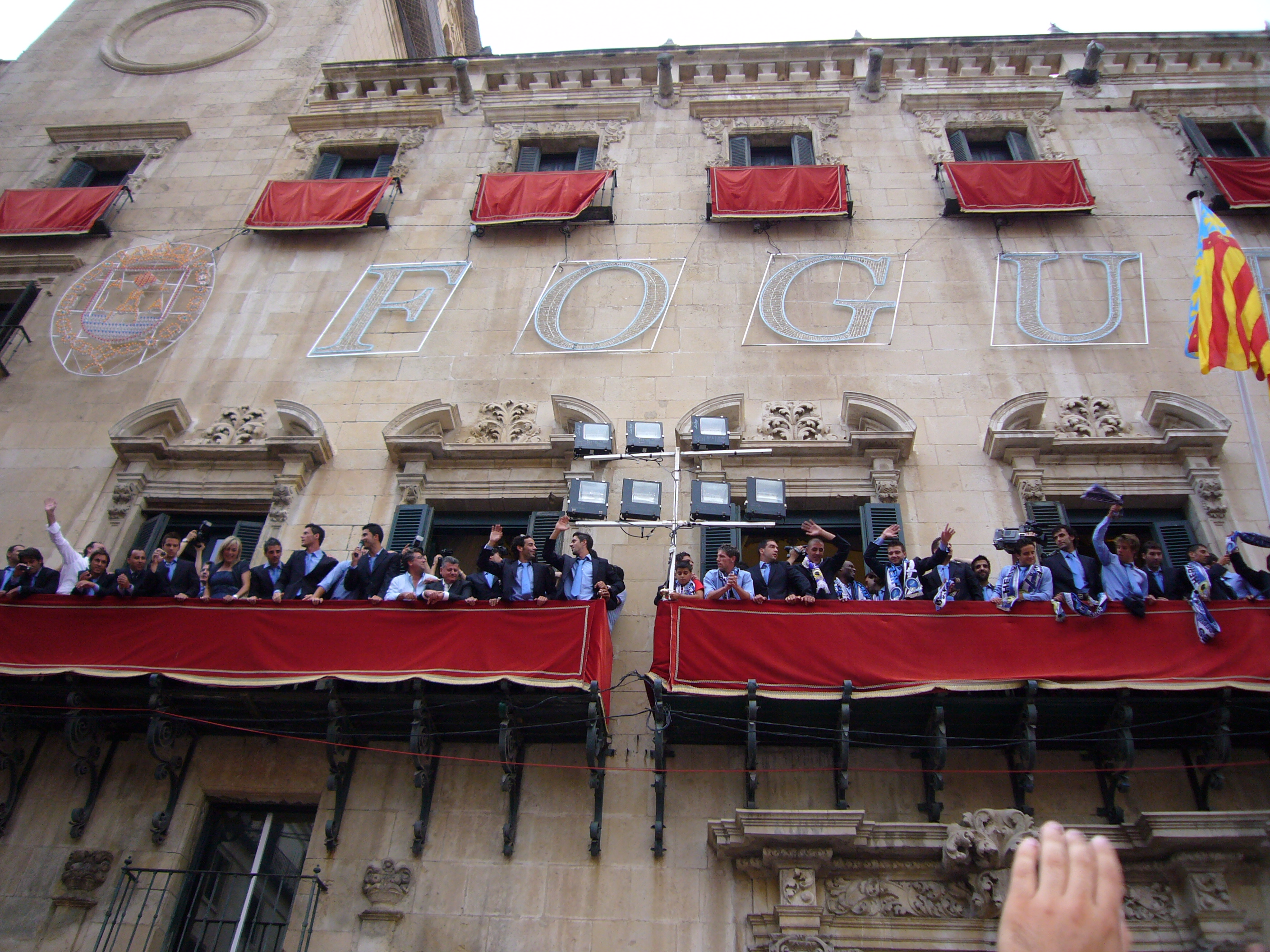
Святкування повернення «Еркулеса» до Ла Ліги в 2010р.

Сезон 2009-10, в якому «Еркулес» вперше за 13 років виборов путівку у вищий дивізіон, виявився дуже драматичним для клубу: набравши однакову кількість очок з «Реал Бетісом» та «Леванте», «Еркулес» лише завдяки найкращим результатам в очних зустрічах зміг зайняти друге місце в Сегунді.
Початок сезону 2010-11 ознаменувався сенсаційною перемогою «Еркулеса» над «Барселоною» 2-0 на «Камп Ноу» завдяки шаленій формі Нельсона Вальдеса. Один рік, три місяці і 19 днів «Барса» не програвала на своєму полі до цього. Перед цією поразкою  «Барселона» виграла останні 11 домашніх матчів, забиваючи не менше 3 м'ячів в останніх шести матчах і маючи 17-матчеву безпрограшну серію. Дивно, однак, це була третя поспіль перемога алікантійців над каталонцями (перші дві «Еркулес» здобув в обох зустрічах в чемпіонаті за 14 років до цього). Після солідно проведеного першого раунду за наступні 19 ігор команда опустилася в таблиці, зрештою вилетівши з дивізіону з 19-го місця.

## Відомі гравці
- Давід Трезеге
- Луїс Арагонес
- Андрія Делібашич
- Нельсон Вальдес
- Ройстон Дренте
- Маріо Кемпес
- Абель Агілар
- Хуан Калатаюд